# Neohahnia chibcha
Neohahnia chibcha là một loài nhện trong họ Hahniidae.
Loài này thuộc chi Neohahnia. Neohahnia chibcha được miêu tả năm 1988 bởi Heimer & Müller.